# Імперативне програмування
Імперати́вне програмува́ння — парадигма програмування (стиль написання вихідного коду комп'ютерної програми), згідно з якою описується процес отримання результатів як послідовність інструкцій зміни стану програми.
Імперативна програма схожа на накази (англ. imperative — наказ). Подібно до того, як за допомогою наказового способу в мовознавстві перелічується послідовність дій, що необхідно виконати, імперативні програми є послідовністю операцій комп'ютера для виконання. Поширений синонім імперативному програмуванню є процедурне програмування.

## Для імперативного програмування характерні наступні риси
- у вихідному коді програми записуються інструкції (команди);
- інструкції повинні виконуватися по черзі;
- дані, отримані при виконанні попередніх інструкцій, можуть читатися з пам'яті наступними інструкціями;

- дані, отримані при виконанні інструкцій можуть записуватися в пам'ять.

Імперативні мови програмування протиставляються функційним і логічним мовам програмування. Функційні мови, наприклад, Haskell, не є послідовністю інструкцій і не мають глобального стану. Логічні мови програмування, такі як Prolog, зазвичай визначають що треба обчислити, а не як це треба робити.
При імперативному підході до складання програми(на відміну від функціонального підходу, що належить до декларативної парадигми) широко використовується присвоєння. Наявність операторів присвоєння збільшує складність обрахункової моделі й робить імперативні програми схильні до специфічних помилок, які не зустрічаються при функціональному підході.

## Обґрунтування та основи імперативного програмування
Апаратне забезпечення є обов'язковим для всіх комп'ютерів і призначене для виконання машинного коду. Машинний код є інтегрований для апаратної частини(далі hardware) комп'ютера і написаний в особливому імперативному стилі. З точки зору низькорівневих команд стан програми визначається заповненістю пам'яті, а вирази — це інструкції, що написані інтегрованою низькорівневою мовою для hardware. Імперативні мови вищого рівня використовують змінні та складніші вирази, але все ж слідують тій же парадигмі. Засоби та списки процесів хоч і не є комп'ютерними програмами та вони також схожі за стилем з імперативним програмуванням. Кожен крок — команда.

## Основні особливості імперативних мов програмування
- використання іменованих змінних;int main()
{
    int number = 1;
}
- використання оператора присвоєння;int main()
{
    int number = 1;
    int b += a; //присвоєння
}
- використання складних виразів;//Приклад обрахунку складного виразу sin(4*x);
#include<iostream>
#include<cmath>
using namespace std;

int main()
{
	double x;
	double res = 0.0;
	cin >> x;
	res = sin(1 * x);
	cout << res << endl;
	system("pause");
	return 0;
}

- використання підпрограм;

```
//Викорисатння підпрограм на прикладі знаходження найбільшого числа

#include
<iostream>

using
 
namespace
 
std
;

int
 
main
()

{

	

	
int
 
a
,
 
b
,
 
c
;

	
cout
 
<<
 
"Ведіть a = "
;

	
cin
 
>>
 
a
;

	
cout
 
<<
 
"Ведіть b = "
;

	
cin
 
>>
 
b
;

	
c
 
=
 
max
(
a
,
 
b
);
 
// виклик підпрограми

	
if
 
(
c
 
==
 
(
a
 
+
 
b
))

		
cout
 
<<
 
"Числа рівні"
 
<<
 
endl
;

	
else
 
cout
 
<<
 
"Максимальне число = "
 
<<
 
c
 
<<
 
endl
;

	
system
(
"pause"
);

	
return
 
0
;

}

int
 
max
(
int
 
x
,
 
int
 
y
)
 
//код підпрограми

{

	
if
 
(
x
 
>
 
y
)

		
return
 
x
;

	
else
 
return
 
y
;

	
if
 
(
x
 
==
 
y
)

	
{

		
int
 
s
 
=
 
x
 
+
 
y
;

		
return
 
s
;

	
}

}

```

- та інші.

## Історія
Першими імперативними мовами були машинні інструкції (коди) — команди, готові до виконання комп'ютером одразу (без будь-яких перетворень). Пізніше були створені асемблери (assembler), програми стали записувати на мовах асемблерів. Асемблер — комп'ютерна програма призначена для перетворення машинних інструкцій, записаних у вигляді тексту на мові зрозумілій людині (мові асемблера) в машинні інструкції, зрозумілі комп'ютеру (машинний код). Одній інструкції мовою асемблера відповідала одна команда в машинному коді. Різні комп'ютери підтримували різні набори інструкцій. Програми, записані для одного комп'ютера, доводилося заново переписувати для перенесення на інший комп'ютер. Були створенні нові мови програмування високого рівня і відповідні компілятори для них — програми, що перетворювали текст з мови програмування на машинний код. Одна інструкція мови високого рівня відповідала одній або кільком інструкціям машинної мови й для різних машин ці інструкції були різними. Першою розповсюдженою високорівневою мовою програмування, що отримала застосування на практиці, стала мова Fortran, розроблена Джоном Бекусом в 1954 році. Fortran є компільованою мовою програмування і дозволяє використовувати іменовані змінні, складові вирази, підпрограми і багато інших елементів, що поширені в імперативних мовах. Для написання операційних систем для деяких моделей комп'ютерів. Мови COBOL (1960 рік) і Basic (1964 рік) стали першими мовами розробники яких намагалися зробити ці мови схожими на англійську. В 1970-тих роках Ніклаус Вірт розробив мову Pascal. Деніс Рітчі створив мову C. В 1978 році команда розробників з компанії Honeywell розпочала розробку мови Ada, а вже через чотири роки опублікували вимоги для її роботи. Специфікація мови вийшла в 1983 році, була оновлена в 1995 і 2005—2006 роках.
В 1980-тих роках зріс попит на об'єктноорієнтоване програмування (ООП). В 1980 році працівники дослідницького центра Xerox PARC на основі мови Smalltalk, розробленого Аланом Кеєм в 1969 році, творили мову Smalltalk-80. Б'ярн Страуструп на основі мови С і по зразку мови Simula (можливо, першої с світі ООП мови програмування, розробленої ще в 1960-тих роках) розробив мову С++. Перша реалізація С++ була створена в 1985 році. В 1987 році Ларі Уолл випустив мову Perl і інтерпретатор для неї. В 1990 році Гвідо ван Россум випустив мову Python. В 1994 році в компанії Sun MIcrosystems була розроблена мова Java. В 1995 році Расмус Леодорф створив мову PHP. Мова Ruby була випущена 1995 році. Мова С# була випущена у 2002 разом з програмною платформою (фреймворком) .NET Framework, що підтримував кілька мов програмування.